# Patrice Nisbett

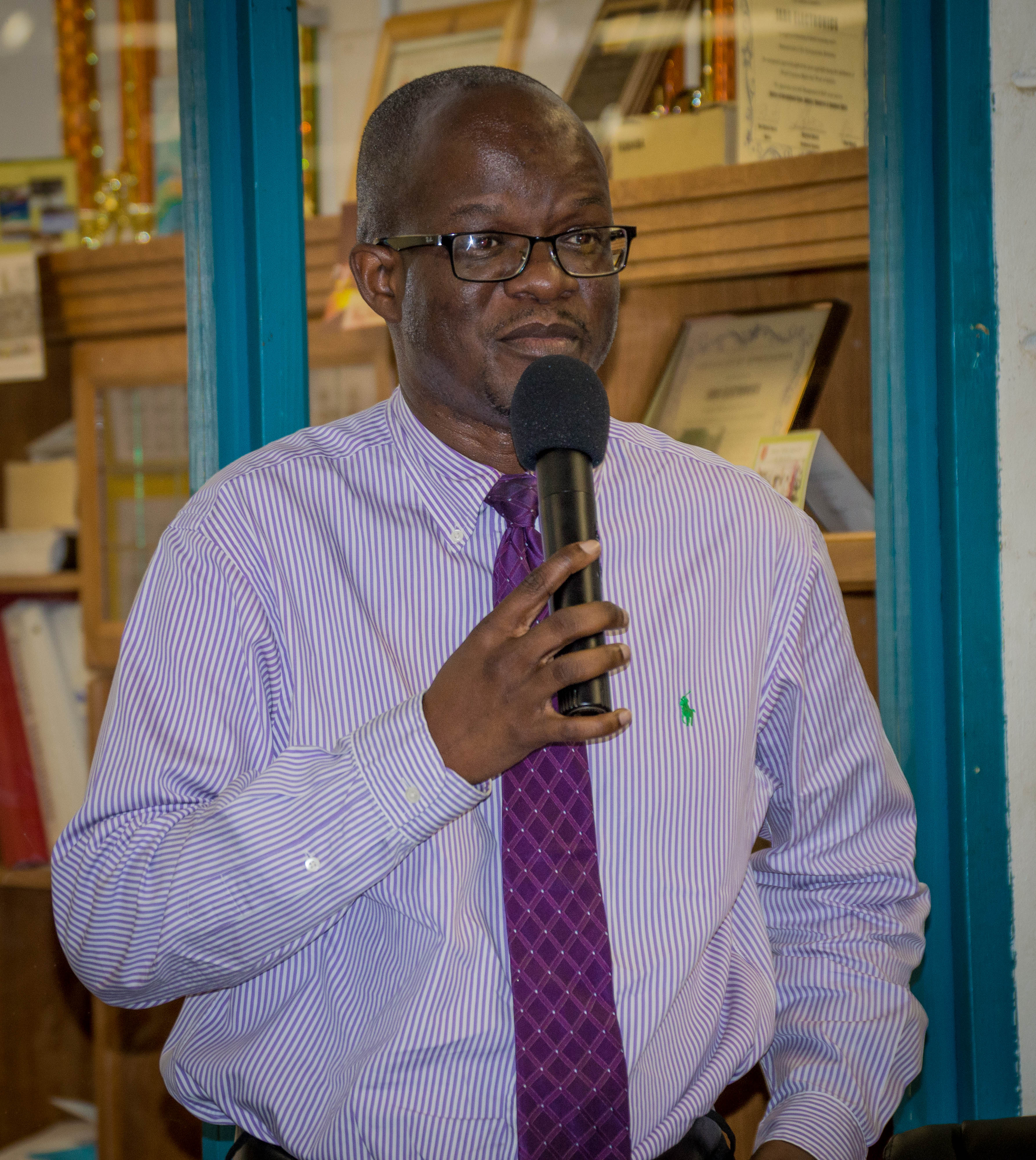
Nisbett in 2014

Patrice Nisbett (geb. 1971 in St. James Parish, Nevis) ist ein Politiker in Nevis. Er war Attorney General für St. Kitts und Nevis und Justizminister (Minister of Justice and Legal Affairs) 2010 bis 2013.
2013 bis 2015 war er Außenminister der Bundesregierung.
Als Mitglied der Nevis Reformation Party wurde er 2013 in die Nationalversammlung gewählt. Er war gegen Alexis Jeffers angetreten, der in den Nevis Island Elections für den Wahlkreis Saint James in die Nevis Island Assembly gewählt wurde. Jeffers beklagte eine Reihe von vermutlichen Irregularitäten in den Wahlen.